# Schota
Schota (georgisch შოთა, englisch Shota) ist ein georgischer männlicher Vorname.

## Bekannte Namensträger
- Schota Arweladse (* 1973), georgischer Fußballspieler
- Schota Dmitrowitsch Chabareli (* 1958), georgischer Judoka
- Schota Lomidse (1936–1993), georgischer Wrestler
- Schota Rustaweli (um 1172–um 1216), georgischer Dichter
- Schota Tschotschischwili (1950–2009), georgischer Judoka